# Tor łączący
Tor łączący (łącznicowy lub łącznica stacyjna) – element sieci kolejowej, tor posiadający własną kilometrację zarazem niebędący linią kolejową ani łącznicą. Jest torem dojazdowym do bocznicy, do większej grupy torów na dużych stacjach kolejowych oraz do torów tranzytowych na stacjach rozrządowych.